# می‌زدگی
مِی‌زَدِگی، شَراب‌زَدِگی یا مَخموری (به انگلیسی: hangover) حالتی ناخوش و گاهی همراه با سردرد و خماری است که یک روز پس از نوشیدن الکل ممکن است برای آدمیزاد پیش بیاید. دلیل این امر بیشتر نوشیدن بیش از گنجایش و یا نوشیدن ترکیبی از چند گونهٔ متفاوت مشروب مانند نوشیدن عرق همراه با شراب است.

## ادبیات
در ادبیات فارسی، دربارهٔ پدیدهٔ می‌زدگی بسیار سخن گفته شده است. برای نمونه، منوچهری در شعر زیر می‌گوید «هنگامی که روز پنج‌شنبه می‌زده شدی، باید بادهٔ تلخ بنوشی که آسایش بگیری». دربارهٔ این روش درمان می‌زدگی با خوردن دوبارهٔ الکل در انگلیسی هم فراوان گفته شده است که البته پایهٔ علمی ندارد.
به پنجشنبه که روز خمار می‌زدگیست      چو تلخ باده خوری راحتت فزاید خود